# Área recreativa y bosque estatal de autóctonas Kalopa
El Área recreativa y bosque estatal de autóctonas Kalopa (en inglés: Kalōpā Native Forest State Park and Recreation Area) es un bosque de plantas nativas preservado y arboreto, de 600 acres (240 hectáreas) de extensión, cerca de Honokaa, en la parte noreste de la isla de Hawái, Hawái.

## Localización
Se ubica a aproximadamente 40 millas (64 km) de Hilo, cerca de la población de Honokaa. En los terrenos del "Kalopa Forest Reserve" a una altitud de 2,000 pies (610 m) lo que lo hace más frío que los lugares del litoral. Este es también un sitio muy húmedo.
Kalōpā Native Forest State Park and Recreation Area, Mamalahoa Highway (Route 19) section of the Hawaii Belt Road, Honokaa, Kailua-Kona, Hawáiʻi island HI 96743 United States of America-Estados Unidos de América.
Planos y vistas satelitales.20°2′19″N 155°26′20″O / 20.03861, -155.43889
Se abre todos los días de la semana. La entrada es libre.

## Historia
En la isla grande de Hawái hay 14 parques estatales, monumentos estatales y áreas recreativas del Estado. 
En el "Kalopa Forest Reserve" hay impresionantes bosques tropicales, con la evidencia dramática de los flujos de lava históricos, y refugios de montaña.

## Colecciones
El parque incluye 0,7 millas (1,1 kilómetros) de senderos para recorrer una selva tropical de húmedas, con árboles nativos "ʻōhiʻa lehua" (Metrosideros polymorpha). 
También en la zona arboreto se pueden encontrar una serie de plantas raras, incluyendo las palmas en peligro de extinción "loulu" (Pritchardia spp.), así como un número de hibiscus raros nativos de Hawái (Hibiscus arnottianus, Hibiscus brackenridgei, Hibiscus clayi, Hibiscus furcellatus, Hibiscus kokio, Hibiscus tiliaceus, Hibiscus waimeae).
Entre los servicios disponibles en el parque incluyen baños, agua potable, cabañas de madera para alquilar y camping.